# Саксы

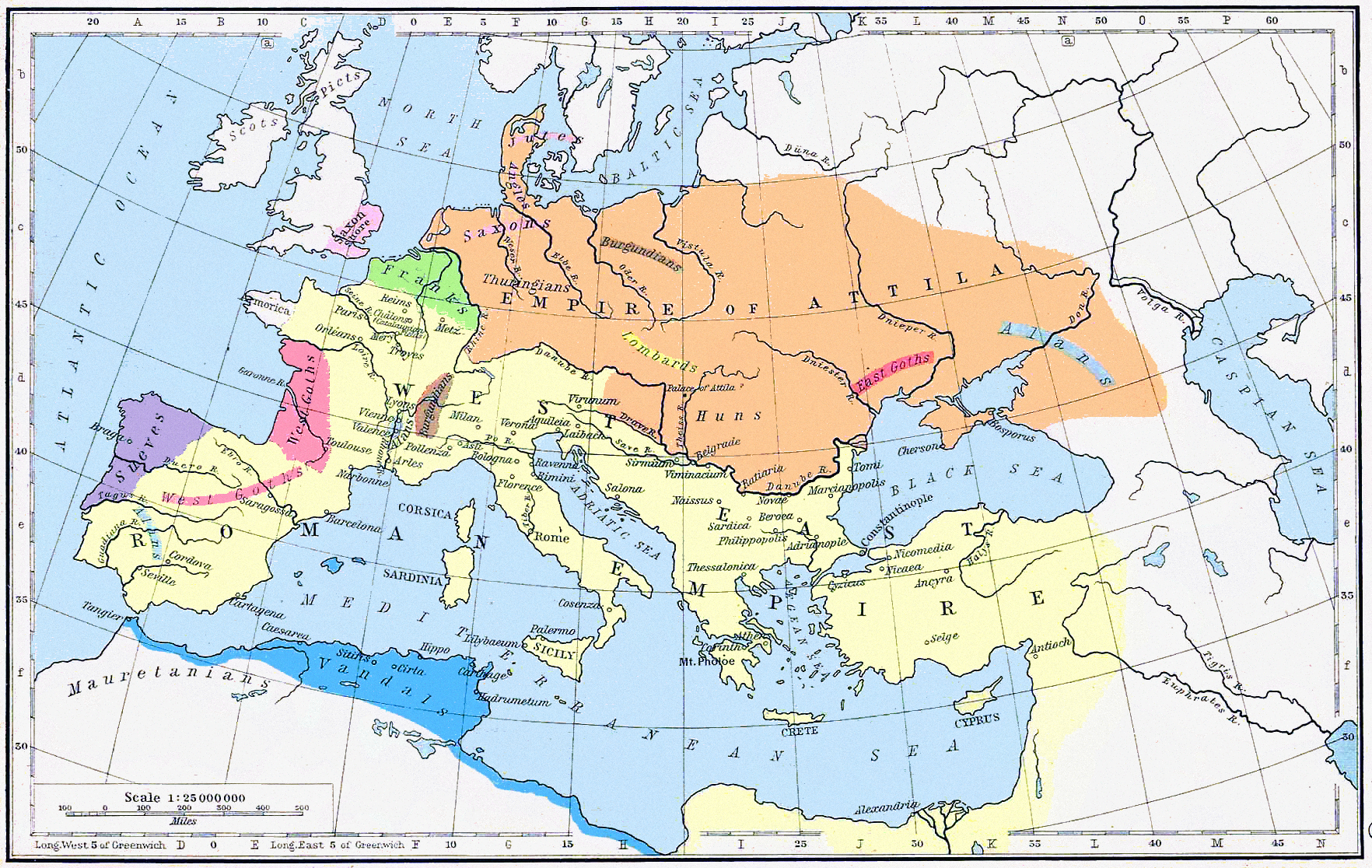
Саксы в междуречье Рейна и Одера в V веке.

Са́ксы (саксо́ны, лат. Saxones, нем. Sachsen, др.-англ. Seaxan, др.-сакс. Sahson, н.-нем. Sassen, нидерл. Saksen) — древнегерманское племя, разделившееся в III—V веках на две части: одни пошли на юг — в Германию, а другие — на запад. От названия саксов произошло название исторической области в Германии — Саксония, названия некоторых исторических государств и территорий, а также названия трёх современных германских земель: Нижняя Саксония, Саксония-Анхальт и Свободное государство Саксония. На острове Британия, совместно с англами и ютами, саксы участвовали в формировании английского этноса, что зафиксировано в названиях графств в местах их расселения — Мидлсекс, Суссекс и Эссекс, а также королевства Уэссекс, превратившегося в 927 году в королевство Англия.

## Этимология

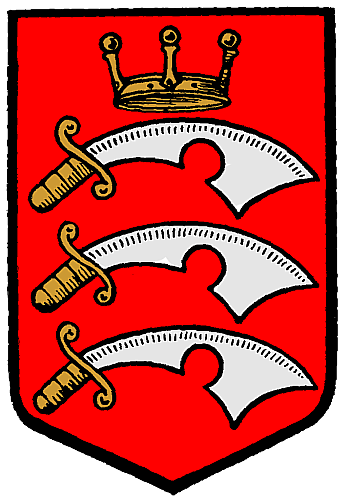
Герб Совета графства Мидлсекс, на котором изображены три сакса

Происхождение этнонима «саксы» ещё до конца не изучено. Вероятно, самоназвание саксов было иным, а древнеримские авторы, впервые использовавшие это слово, произвели его от названия боевого ножа сакс — популярного у саксонских племён оружия.

## Ареал
В древности племена саксов населяли территорию современного Шлезвига и земли вдоль побережья Балтики, а также на берегах Везера и Эльбы. Их миграция с этих территорий началась в конце 200-х годов н. э., в это время они начали совершать набеги на римские приморские поселения в северной Галлии и Британии. Период упадка римского влияния в северо-западной части империи ознаменован активизацией саксонских пиратов в Северном море. Активная экспансия саксов на территории северной Германии, Галлии и Британии датируется V в. н. э.. В VI веке они заняли земли мигрировавших в сторону Италии лангобардов и начали распространяться на территорию Гарца, а затем в Тюрингию.
В период от III до V века часть саксов, наряду с англами и ютами (по некоторым источникам, также фризами), переселилась в южную часть острова Британия. Вследствие силового захвата земель и слияния с англами они превратились в общность англосаксов, которая стала политически и лингвистически доминирующей в Англии. В ирландском и других кельтских языках наименование племени саксов употребляется для обозначения современных англичан: в ирландском — «Sasana» (Англия) и «Sasanach» (англичане), в гэльском — «Sasunn» (Англия) и «Sasunnach» (английский). Одновременно в других языках эти названия ведутся от племени англов. Нынешнее обобщённое название страны — Англия — происходит от наименования племени англов, однако названия таких территорий, как Эссекс (др.-англ. Ēastseaxe), Уэссекс (др.-англ. Westseaxe), Мидлсекс (др.-англ. Middelseaxe) и Суссекс (др.-англ. Sūþsēaxe), указывают на их происхождение от саксонских поселенцев (соответственно восточных, западных, центральных и южных).

## Язык

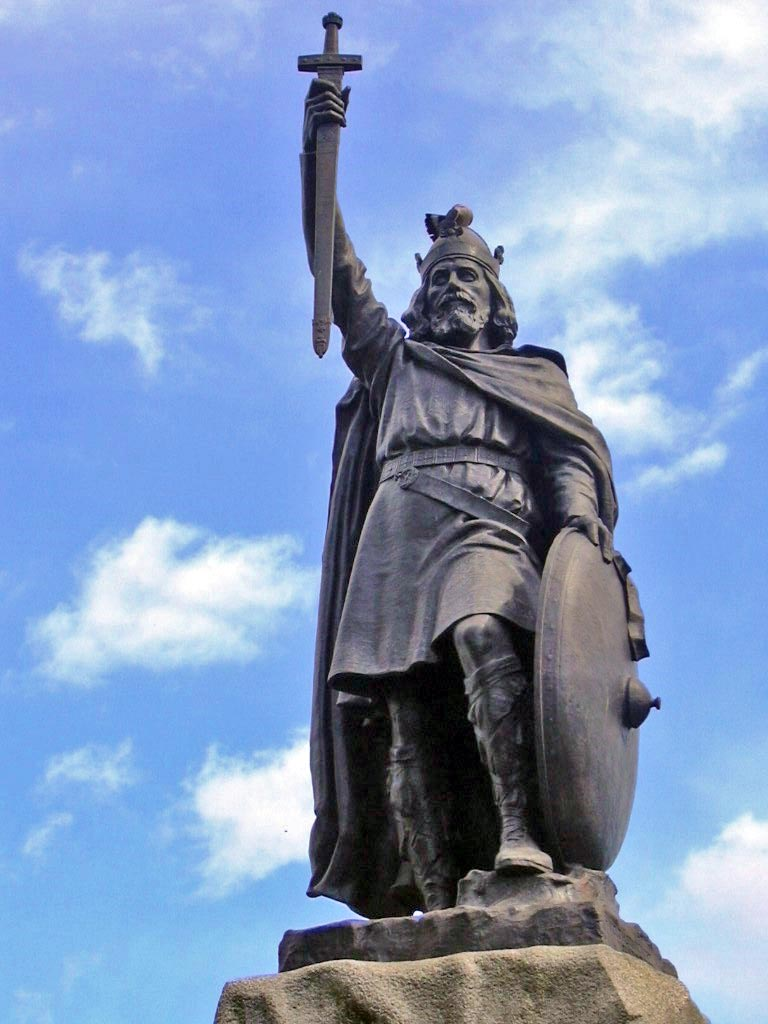
Альфред Великий — король «западных саксов» и первый обладатель титула король Англии

На основании «Церковной истории» Беды Достопочтенного предполагается, что наречия всех германских пришельцев на Британских островах — саксов, англов и ютов — были близки между собой, как диалекты одного языка, и близко родственны языку фризов. Фактически, Беда не всегда различает саксов и англов. Эти наречия стали основой англосаксонского языка, из которого развился современный английский язык.
На континенте, напротив, диалекты саксов сблизились с верхненемецкими настолько, что общность с древнеанглийским и фризским языками сохранилась лишь на уровне отдельных написаний. Наиболее ранние из известных письменных текстов на континентальном древнесаксонском языке датируются IX веком — временами Каролингской империи. Это духовные тексты, назначением которых было поддержание обращённых в христианство саксов в новой вере. Наиболее важным из этих литературных памятников считается «Спаситель» (др.-сакс. Heliand) — адаптация Евангелий к германской эпической традиции. Древнесаксонский язык считается предшественником нижненемецкого. В эстонском и финском языках название саксов послужило основой для обозначения современных немцев и Германии: в эстонском «Saksamaa» (Германия) и «sakslased» (немцы); в финском «Saksa» (Германия) и «saksalaiset» (немцы).

## Политический строй
Вплоть до подчинения и обращения в христианство Карлом Великим континентальные саксы сохраняли свой древний племенной устав и не имели короля, а все важные вопросы решали на ежегодном собрании старейшин племени, которое называлось «Тинг» (ср. нем. «Ding» или англ. «Thing»). Герцоги (военачальники) принимали предводительство над народом только на время военных конфликтов. Сословное деление на аристократию, свободных общинников и нижний класс (включая рабов) было отражением веры в аналогичное деление богов пантеона на высших, средних и нижних. Межсословные браки были запрещены, но право участия в тинге имели представители всех слоёв.

## Племена, причисляемые к саксам
Вестфалы
Вестфалы жили преимущественно между Рейном и Везером, их имя означало «западные люди», то есть западные саксы.
Остфалы
Остфалы, «восточные люди», жили между Везером и Эльбой.
Энгры
Энгры занимали среди саксов центральное положение, как в географическом, так и в культурно-общественном отношении. В их землях на Везере находилось Маркло, место ежегодных собраний.

## История
Самым ранним источником, упоминающим саксов, традиционно считалась «География» Клавдия Птолемея, относящаяся ко II в. н. э. Однако существует теория, что это название — результат ошибки переписчика и что на самом деле речь в оригинале трактата шла о другом германском племени — аксонах или авионах, описываемых также в «Германии» Тацита. Первое достаточно достоверное упоминание саксов относится к 384 году и сообщает об их участии в пиратстве наряду с франками.
На континенте саксонская экспансия привела к столкновению с франками. В 772 году франкский правитель Карл Великий начал кампанию по их покорению, положившую начало войнам, с перерывами продолжавшимся 32 года. Предлогом для начала вторжения стало сожжение саксами христианской церкви. В ответ франки уничтожили Ирминсуль, священное для саксов дерево, и разграбили святилище при нём.

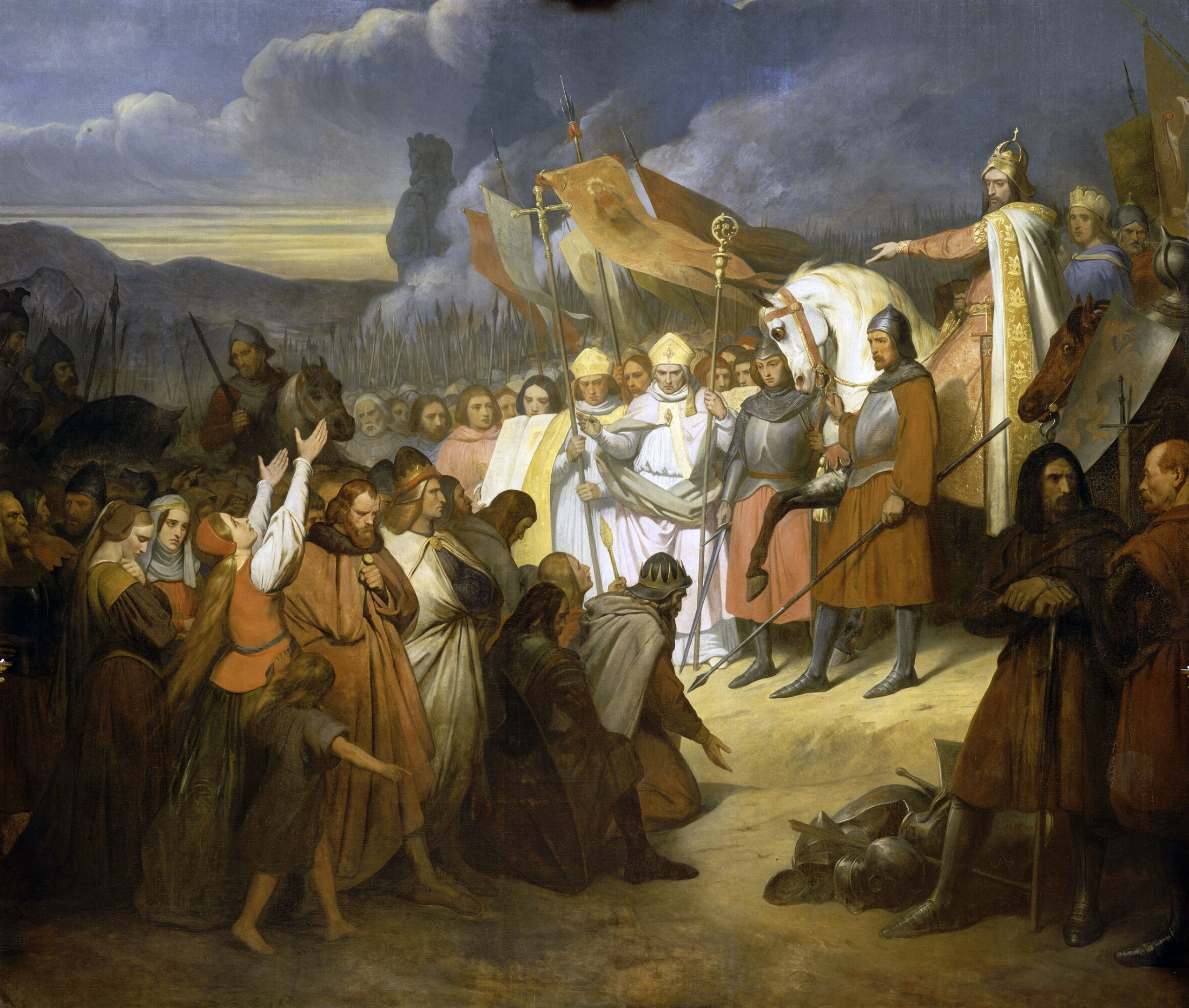
Ари Шеффер. «Сдача Видукинда в плен франкам».

На протяжении саксонских войн военные успехи франков неоднократно завершались тем, что после ухода войск Карла Великого саксы незамедлительно восставали и нападали на франкских купцов и миссионеров. В этой борьбе национальным героем стал один из саксонских старейшин (эделингов), Видукинд или Витекинд. Однако после тяжёлых поражений в 783 и 784 годах он явился к Карлу с изъявлением покорности. Видукинд и ряд других влиятельных эделингов приняли крещение, что привело к расколу саксонского общества на два течения: консервативное языческо-националистическое и тяготевшее к франкам и христианству.
Имя Видукинда исчезает из хроник после 785 года, и неизвестно, чтобы его место занял лидер аналогичного масштаба. Однако и после этого франко-саксонские войны продолжались ещё два десятилетия. Карл Великий в массовом порядке выселял саксов в галльские земли, а франков, наоборот, селил в землях саксов, пока смешивание народов не упрочило его контроль над всей подвластной ему территорией. Саксы оставались лояльны франкскому престолу на протяжении десяти последних лет жизни Карла и при его сыне Людовике Благочестивом и доказывали эту лояльность, поддерживая императора против его сыновей в ходе конфликтов, предшествовавших заключению Верденского договора о разделе Франкского государства между наследниками Людовика. После его смерти они попытались поднять новое восстание против франков, но в 842 году оно было подавлено Людовиком Немецким, в чьё государство по Верденскому договору их земли и вошли на следующий год. С этого момента история саксов неотрывно связана с историей остальной Германии. В X веке в Германии правила Саксонская династия; тогда же была заложена историческая школа, прославлявшая национальную доблесть саксов, основателем которой стал хронист Видукинд Корвейский. Этот автор, среди прочего, выдвинул теорию о происхождении саксов от греческих воинов армии Александра Македонского, прибывших в низовья Эльбы на корабле, по-видимому, представляющую собой переосмысление истории Энея и Дидоны.
Из-за долгого отказа саксов от крещения, которое они ассоциировали со своими врагами-франками, они в итоге стали одним из последних крещёных народов Европы. Даже формально приняв новую веру в VII—IX веках, они сохраняли многочисленные языческие традиции, которые в части случаев влияли на формы отправления ими христианских обрядов (это в частности касается обычаев украшать деревья и обмениваться подарками на Йоль, ставших затем частью рождественских традиций).